# Zoopagales
Zoopagales é uma ordem de fungos no subfilo Zoopagomycotina. A maioria das espécies são parasitas ou predadoras de animais microscópicos como as amibas. Também atacam rotíferos. A ordem inclui 5 famílias, 22 géneros e 190 espécies.